# Teddy Together
Mi osito y yo es un videojuego de simulación de vida desarrollado por Arika para la consola de videojuegos portátil Nintendo 3DS. El juego es una versión localizada de un juego japonés de 2013 llamado Kuma-Tomo. El juego salió a la venta en Europa el 1 de julio de 2016, y en Australia y Nueva Zelanda el 2 de julio. Mientras que la versión japonesa fue publicada por Bandai Namco Games, bajo el sello de Namco, la versión en inglés fue publicada por Nintendo. El juego se basa en que el jugador cuide de un osito de peluche. El juego fue elogiado por ser un buen juego para el público más joven, aunque algunos críticos occidentales consideraron que la apariencia excesivamente alegre del oso era desagradable.

## Juego
El juego implica que el jugador interactúe con un oso de peluche sensible, con el objetivo final de forjar una amistad de confianza con el oso para descubrir el propósito de su existencia y su misteriosa clave. El juego incluye elementos de Miitomo, Nintendogs, Animal Crossing y Cooking Mama. El jugador utiliza los botones, la pantalla táctil y el micrófono para jugar a minijuegos que simulan diversas tareas diarias como cocinar la comida o cuidar del jardín. Al realizar las actividades, el jugador gana monedas que pueden utilizarse para comprar artículos o ropa para el osito de peluche, y se pueden ganar monedas adicionales mediante el uso del amiibo temático de Nintendo, siendo esta última característica exclusiva de la versión occidental del juego. El osito de peluche también hace preguntas frecuentes al jugador sobre sí mismo o sus preferencias personales, que se guardan y se mencionan al jugador en futuras partes del juego. Sin embargo, el juego no tiene conectividad en línea con Internet, lo que hace que la información dada sea privada para esa copia particular del videojuego.

## Desarrollo y lanzamiento
El juego fue lanzado por primera vez bajo el título de Kuma-Tomo en Japón en junio de 2013. El juego se anunció para su localización en inglés casi tres años después de su lanzamiento inicial, en mayo de 2016, un tiempo irregularmente largo para que los juegos se lanzaran entre regiones de la industria. El juego se lanzó en Europa el 1 de julio de 2016, y en Australia y Nueva Zelanda el 2 de julio. Mientras que el lanzamiento en japonés de 2013 había sido publicado por Bandai Namco, el lanzamiento en inglés fue publicado por Nintendo. La versión occidental del juego fue objeto de una campaña publicitaria específica, especialmente en los canales de televisión infantil del Reino Unido.

## Recepción
Nintendo Life dio al juego una puntuación de 7/10, alabando la riqueza del contenido del juego para que los niños jueguen con sus padres, concluyendo que "hay tanto por explorar... Muchos juegos para niños pueden ser realizados apresuradamente, pero el nivel de detalle y esfuerzo que se ha puesto en Mi osito y yo lo convierte en una sólida elección para los jóvenes jugadores que disfrutan de juegos como Nintendogs y Tomodachi Life. Varios periodistas, incluidos los de NintendoLife, Eurogamer y Kotaku criticaron el aspecto excesivamente mono y la voz del oso como algo espeluznante y desagradable. Kotaku describió su apariencia como si el oso Paddington hubiera sido un personaje de la película de terror The Grudge.
El juego vendió 12.705 copias al por menor en su primera semana de ventas en junio de 2013, convirtiéndose en el quinto videojuego más vendido en Japón en esa semana. Mi osito y yo ha vendido más de 350.000 copias en todo el mundo hasta junio de 2018.